# Johannes Bjerg
Johannes Clausen Bjerg (født 26. januar 1886 i Ødis sydvest for Kolding, død 17. februar 1955 i København) var en dansk billedhugger og professor ved Kunstakademiet, som han også var direktør for 1943-1946. Mest kendt er hans skulptur Elskovskampen der står i Mølleparken i Århus. Den  blev i 1922 støbt i bronze og er karikeret i en tegning af Herluf Jensenius.
Bjerg var Kommandør af 1. grad af Dannebrog og Dannebrogsmand. Han er begravet på Garnisons Kirkegård.

## Værker
- Agnethe og Havmanden lige syd for Aarhus Rådhus
- "Gry" ved Domhusgade i Kolding
- "Danaide" i Damparken, Haderslev
- Hans Tavsen ved Ribe Domkirke
- Anders Sandøe Ørsted, Rudkøbing
- "Abessinier" på Den Spanske Trappe i Kolding
- Gadeskilt på det gamle posthus i Sanct Nicolaj Gade, Ribe

- Artemisspringvandet i Hans Tavsens Park
- Gry, bronzestatue, der findes i Esbjerg, Grenaa, Kolding, Nykøbing Falster og Randers[4]